# Marc Antoine Louis Claret de Latourrette
 Marc-Antoine-Louis Claret de la Tourrette (o Marc Antoine Louis Claret de La Tourrette) ( 11 de agosto de 1729 - 1793 ) fue un botánico, micólogo y algólogo francés.
Trabajó con el genial Carlos Linneo (1707-1778) y con Albrecht Haller (1708-1777); y fue miembro de la Académie des sciences en 1772.
Notable autor de Chloris lugdunensis (1785). Con el abate François Rozier (1734-1793), publicarán Démonstrations élémentaires de botanique en 1776. Fundador del jardín botánico al que confía la dirección a Rozier. En 1761, publica Mémoire sur les végétaux.
Estudia Bryophyta y setas de la región lionesa; analizando la influencia del clima, de los abonos y labores sobre la vegetación que crece bajo sus ojos, y se esfuerza, por interaccionar con la Historia natural, la Química, la Física, de tal modo de aumentar el valor de los suelos explotados.
Fallece en Lyon.

## Algunas publicaciones
- Chloris lugdunensis, 1785

- 1773. Démonstrations élémentaires de botanique, contenant les principes généraux de cette science, l’explication des termes, les fondemens des méthodes, et les élémens de la physique des végétaux ; la description des plantes les plus communes, les plus curieuses, les plus utiles, rangées suivant la méthode de M. de Tournefort et celle du chevalier Linné, leurs usages et leurs propriétés dans les arts, l’économie rurale, dans la médecine humaine et vétérinaire ; ainsi qu’une instruction sur la formation d’un herbier, sur la dessiccation, la macération, l’infusion des plantes…, publicadas anónimamente por Marc A.L.C. de Latourrette y por François Rozier (1734-1793). Ed. Jean-Marie Bruyset, Lyon. Y sería reeditado por Jean-E. Gilibert (1741-1814), en 1789

- 1770. Voyage au mont Pilat dans la province du Lyonnais, contenant des observations sur l'histoire naturelle de cette montagne, & des lieux circonvoisins ; suivi du catalogue raisonné des plantes qui y croissent. Regnault, Aviñón

- Mémoire sur les végétaux, 1761

- La abreviatura «Latourr.» se emplea para indicar a Marc Antoine Louis Claret de Latourrette como autoridad en la descripción y clasificación científica de los vegetales.[1]También se acepta su abreviatura como Tourr.